# Галерија „Artget”
Галерија „Artget” је део Културног центра Београда. Налази се у улици Кнеза Михаилова 6.

## Историја
Културни центар Београд је настао као информативно-културни центар 1957. године. Током година је мењао своју улогу, ширио поља деловања и активно учествовао у представљању и стварању културно-уметничких садржаја и промишљања културног деловања у Србији и Европи. Садржи ликовну галерију, дворану Културног центра, београдски излог, галерије „Podroom” и „Artget”. Галерија „Artget” је простор на првом спрату са погледом на главни градски трг – Трг републике. Чини интегрални део простора, свакодневно се у њој преплићу изложбе фотографије, концерти, књижевни програми и сусрети разних уметности. Димензија је 6.5×15 метара, а дужина изложбених зидова са предпростором 44 метара. Радно време галерије је од понедељка до суботе 12 до 18 часова.